# ISO 26000
 (décembre 2014).
La norme ISO 26000 est une norme de l'Organisation internationale de normalisation (ISO) établissant les lignes directrices relatives à la responsabilité sociétale des entreprises et plus généralement des organisations, c'est-à-dire qu'elle définit comment les organisations peuvent et doivent contribuer au développement durable. Elle est publiée depuis le 1er novembre 2010.

## Portée de la norme
Le projet final de norme internationale sur la responsabilité sociétale des organisations ISO 26000 a été approuvé à une large majorité (93 %) par les pays et organisations membres de l'ISO. 
Issue d'un consensus international, 99 pays ont collaboré à la création de cette norme, mais certains ne l'ont finalement pas votée : les États-Unis, Cuba, l'Inde, le Luxembourg, la Turquie,. 
Selon D. Gauthier, président de la commission Responsabilité sociétale à l'AFNOR : « la 26000 n'est pas un document amené à faire l'objet de certifications, c'est un document qui tiendra compte de la diversité des situations [...]. C'est un outil de progrès dans une logique de responsabilité sociétale et de progrès permanent et participatif, respectueux de l'environnement, respectueux des agents, et des hommes et des femmes à l'extérieur, tout en assurant la pérennité économique. Nous sommes dans une logique d'ouverture et d'évolution de culture ».

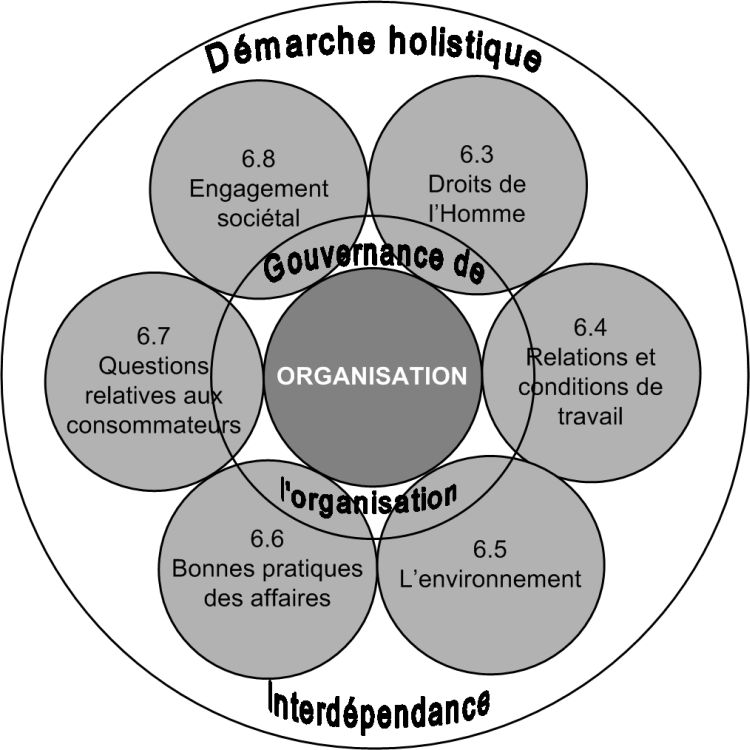
Les questions centrales de l'ISO 26000

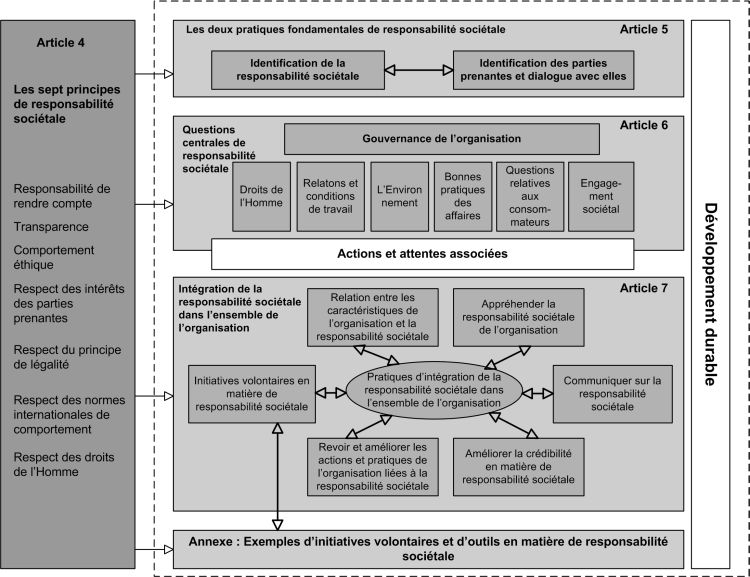
Panorama de la norme ISO 26000

## Démarches ISO 26000
La norme ISO 26 000 présente des lignes directrices pour tout type d'organisation cherchant à assumer sa responsabilité sociétale. En revanche, elle ne contient aucune exigence qui pourrait lui permettre de donner lieu à une certification.

## Réexamens et cycle de vie de la norme
La norme ISO 26000 a connu deux examens systématiques depuis sa publication initiale et a été tour à tour reconfirmée en juin 2014 et en septembre 2017.
Son prochain réexamen est programmé pour le mois de novembre 2020.